# Sebastián Keitel
Sebastián Keitel Bianchi (Santiago del Cile, 14 febbraio 1973) è un velocista e politico cileno, medaglia di bronzo ai Mondiali indoor di Barcellona 1995.

## Biografia
Keitel è nato in una famiglia di atleti in quanto suo padre Alberto è stato un velocista, così come suo nonno, mentre sua nonna María Cristina Böke è stata una discobola. Ha studiato scienze motorie all'Universidad Blass Cañas e negli stessi anni si è fatto notare nel circuito internazionale dell'atletica leggera.
È sposato con la velocista connazionale Lisette Rondón da cui ha avuto quattro figli.

### Carriera sportiva
Tra i suoi più grandi traguardi vi è la vincita, nel 1995, di una medaglia di bronzo ai Mondiali indoor di Barcellona nei 200 metri piani alle spalle del norvegese Geir Moen e del bermudiano Troy Douglas. Nel suo palmarès figurano due medaglie di bronzo vinte ai Giochi panamericani nel 1995 e nel 1999, oltre che la partecipazione ai Giochi olimpici di Atlanta 1996, occasione in cui fu portabandiera della delegazione cilena in seguito al successo dei Mondiali indoor. Mentre non poté prender parte quelle successive di Sydney 2000 e di Atene 2004, nonostante l'essersi qualificato, a causa di una lesione.
Nel 1998 ha stabilito i record nazionali di velocità ancora oggi imbattuti, alla fine degli anni Novanta venne considerato uno degli "uomini bianchi più veloci al mondo". Uscito dall'agonismo seniores, Keitel ha continuato a disputare gare, competendo nei circuiti mondiali master.

### Altre attività
Nel 2012 ha presentato una candidatura alle elezioni municipali di Santiago come indipendente sostenuto dal partito Rinnovamento Nazionale. Successivamente è stato eletto deputato, come affiliato ad Evópoli, alla Camera dei deputati con l'8,97% e 30.237 voti alle elezioni del Cile.

## Palmarès
| Anno | Manifestazione             | Sede           | Evento      | Risultato        | Prestazione | Note             |
| ---- | -------------------------- | -------------- | ----------- | ---------------- | ----------- | ---------------- |
| 1991 | Sudamericani juniores      | Asunción       | 200 m piani | 4º               | 22"6        |                  |
| 1991 | Sudamericani juniores      | Asunción       | 400 m piani | Argento          | 48"8        |                  |
| 1991 | Sudamericani juniores      | Asunción       | 4×400 m     | Bronzo           | 3'27"4      |                  |
| 1992 | Sudamericani juniores      | Lima           | 200 m piani | Oro              | 21"5        |                  |
| 1992 | Sudamericani juniores      | Lima           | 400 m piani | Argento          | 48"4        |                  |
| 1992 | Mondiali juniores          | Seul           | 200 m piani | Semifinale       | 21"44       |                  |
| 1994 | Campionati ibero-americani | Mar del Plata  | 200 m piani | Oro              | 20"43       |                  |
| 1994 | Campionati ibero-americani | Mar del Plata  | 400 m piani | Oro              | 46"72       |                  |
| 1994 | Campionati ibero-americani | Mar del Plata  | 4×100 m     | dnf              | dnf         |                  |
| 1994 | Campionati ibero-americani | Mar del Plata  | 4×400 m     | 4º               | 3'08"27     |                  |
| 1994 | Giochi sudamericani        | Valencia       | 200 m piani | Oro              | 20"1        |                  |
| 1994 | Giochi sudamericani        | Valencia       | 400 m piani | Argento          | 46"01       |                  |
| 1995 | Mondiali indoor            | Barcellona     | 200 m piani | Bronzo           | 20"98       |                  |
| 1995 | Giochi panamericani        | Manaus         | 200 m piani | Bronzo           | 20"55       |                  |
| 1995 | Universiadi                | Fukuoka        | 200 m piani | 8º               | 21"14       |                  |
| 1995 | Mondiali                   | Göteborg       | 200 m piani | dns              | dns         |                  |
| 1996 | Campionati ibero-americani | Medellín       | 100 m piani | Oro              | 10"13       |                  |
| 1996 | Campionati ibero-americani | Medellín       | 200 m piani | Oro              | 20"53       |                  |
| 1996 | Giochi olimpici            | Atlanta        | 200 m piani | Batteria         | 20"96       |                  |
| 1997 | Mondiali indoor            | Parigi         | 200 m piani | Semifinale       | 21"17       |                  |
| 1997 | Sudamericani               | Mar del Plata  | 100 m piani | Oro              | 10"30       |                  |
| 1997 | Sudamericani               | Mar del Plata  | 200 m piani | Argento          | 21"13       |                  |
| 1997 | Universiadi                | Catania        | 100 m piani | Semifinale       | dnf         |                  |
| 1997 | Universiadi                | Catania        | 200 m piani | 6º               | 20"89       |                  |
| 1997 | Mondiali                   | Atene          | 200 m piani | Quarti di finale | 20"96       |                  |
| 1998 | Campionati ibero-americani | Lisbona        | 100 m piani | Oro              | 10"10       | Record nazionale |
| 1998 | Campionati ibero-americani | Lisbona        | 200 m piani | Oro              | 20"16       |                  |
| 1999 | Sudamericani               | Bogotà         | 100 m piani | Argento          | 10"13       |                  |
| 1999 | Giochi panamericani        | Winnipeg       | 200 m piani | Bronzo           | 20"82       |                  |
| 1999 | Mondiali                   | Siviglia       | 200 m piani | Batteria         | 20"90       |                  |
| 2000 | Campionati ibero-americani | Rio de Janeiro | 100 m piani | Bronzo           | 10"42       |                  |
| 2000 | Campionati ibero-americani | Rio de Janeiro | 200 m piani | Bronzo           | 20"77       |                  |
| 2000 | Campionati ibero-americani | Rio de Janeiro | 4×100 m     | Bronzo           | 39"90       |                  |
| 2002 | Campionati ibero-americani | Guatemala City | 100 m piani | 7º               | 10"43       |                  |
| 2005 | Sudamericani               | Cali           | 200 m piani | Batteria         | 21"50       |                  |
| 2007 | Sudamericani               | San Paolo      | 200 m piani | Semifinale       | 21"70       |                  |
| 2007 | Sudamericani               | San Paolo      | 4×400 m     | 7º               | 40"82       |                  |